# 歐散克
歐散克塔（英語：Tower of Orthanc）是J·R·R·托爾金奇幻小說《魔戒》裡的一座高塔，高度將近五百呎，最初是剛鐸的努曼諾爾人建造出來的，但後來成為白袍巫師薩魯曼的根據地:171。

## 地理位置
歐散克位於迷霧山脈的最南端，艾辛格（Isengard）環形圍牆的正中央。歐散克塔塔身堅固無比，是由黑色石材所建造的；其頂端有四根巨大的多面體方柱，在這些尖叉之間有一塊平台，站自平台的人可俯噉底下的平原廣場，薩魯曼會利用這個平台來觀察星象。

## 歷史
據小說所述，歐散克塔乃由剛鐸的努曼諾爾工匠在第二紀元時建造的，該處存放著伊蘭迪爾七顆真知晶球的其中之一。第三紀元，歐散克塔由剛鐸所掌管，曾有許多剛鐸的王侯在此駐紮過。
但在第三紀元初期，由於剛鐸國力變弱，歐散克塔只剩下很少的人在駐守。直至第三紀元2759年，剛鐸宰相貝倫將歐散克塔的鑰匙交給薩魯曼保管，自此後薩魯曼便正式接管了歐散克塔。
魔戒聖戰時期，薩魯曼以歐散克塔為根據地，發動強獸人大軍攻打洛汗國；但隨後樹鬍所帶領的一群樹人來到艾辛格推翻了薩魯曼的統治，在進攻過程中，有些狂怒的樹人向歐散克丟擲大石頭，但絲毫不能摧毀其半分。甘道夫令樹人將薩魯曼關押在歐散克內（但後來薩魯曼騙過樹鬍逃了出來）；該處即被樹人命名為「歐散克的樹院」（Treegarth of Orthanc），歐散克塔的鑰匙則由樹人快枝保管。

## 名字意涵
在辛達精靈語中，歐散克意思為「牙之山」；在洛汗語中，歐散克的意思代表狡詐之心。

## 靈感

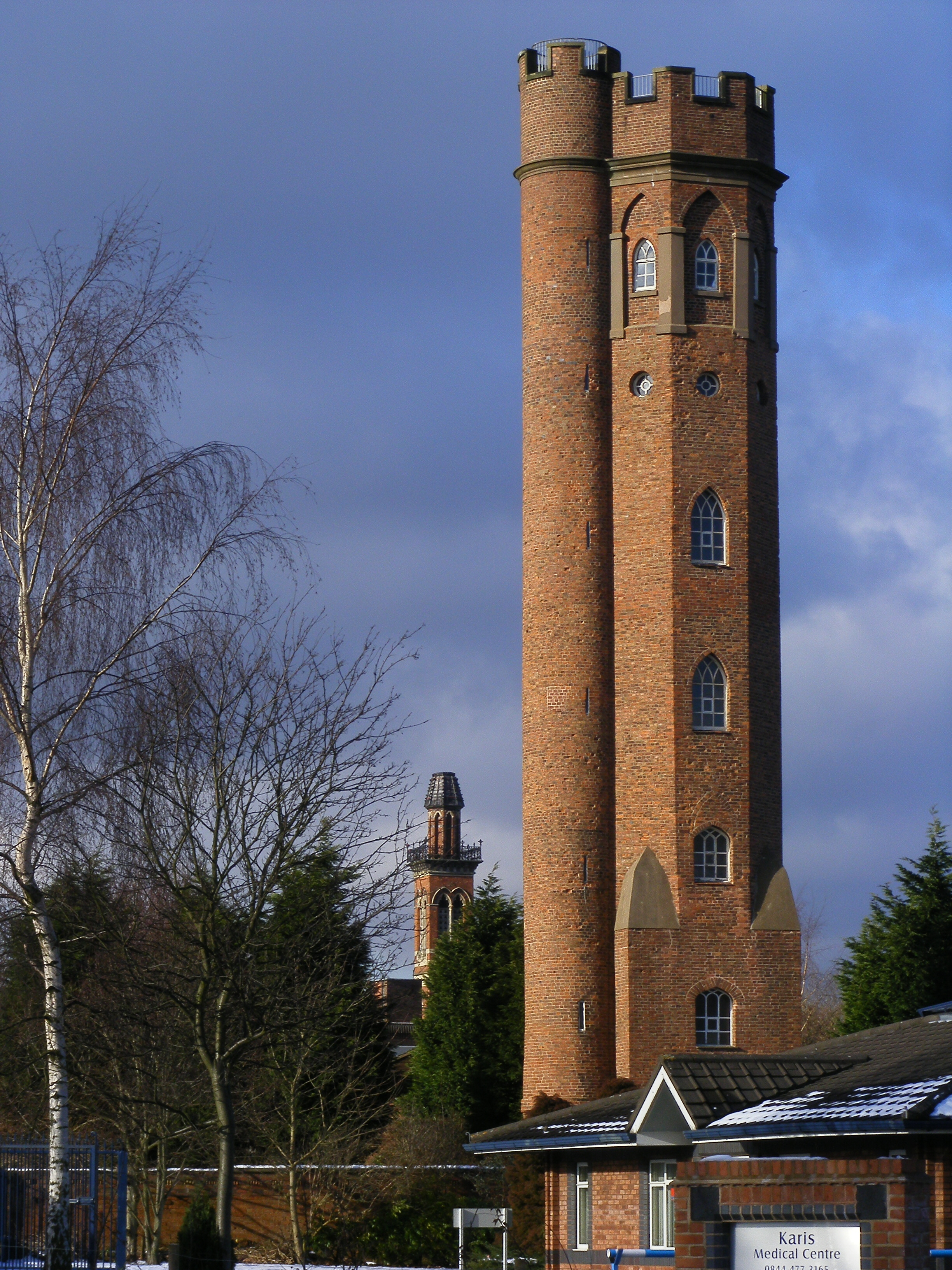
艾吉巴斯頓的「雙塔」地標，前為「佩羅特的荒謬高塔」。

艾吉巴斯頓（位於英國伯明翰）當地著名的「雙塔」地標常被認為是歐散克塔的靈感來源。托爾金童年時曾於該地居住過一段時間，這兩座塔就坐落在當年他與弟弟希拉里常去的艾吉巴斯頓禮拜堂附近；其中一個是18世紀遺留下來的塔，被當地人命名為「佩羅特的荒謬高塔」（Perrott's Folly）；另一個則是維多利亞時代的水廠，坐落在機房與鍋爐房的旁邊，有時它的煙囪會冒出黑煙。

## 相關改編
魔戒插畫家艾倫·李曾畫了多張有關歐散克的繪畫及素描。彼得·傑克森的《魔戒電影三部曲》中的歐散克造型很大程度上是根據艾倫·李的插畫所設計出的。在該系列電影中，歐散克塔內還有一間薩魯曼的書房。
在魔戒電影之後，樂高推出了Lego版的歐散克塔套裝，高28吋，當中有6層樓，整套模型總共由2,359塊Lego組成。